# 瓦索
瓦索（法語：Oisseau，法語發音：[waso]）是法国马耶讷省的一个市镇，属于马耶讷区。

## 地理
瓦索（48°21'24"N, 0°40'14"W）面积30.75 平方千米，位于法国卢瓦尔河地区大区马耶讷省，该省份为法国西北部内陆省份，北起芒什省和奧恩省，西接伊勒-维莱讷省，南至曼恩-卢瓦尔省，东临萨尔特省。
与瓦索接壤的市镇（或旧市镇、城区）包括：勒帕、昂布里耶尔莱瓦莱、科尔蒙河畔沙蒂永、拉艾特拉韦赛讷、布赖河畔帕里涅、圣乔治比塔旺、科尔蒙河畔圣马尔。

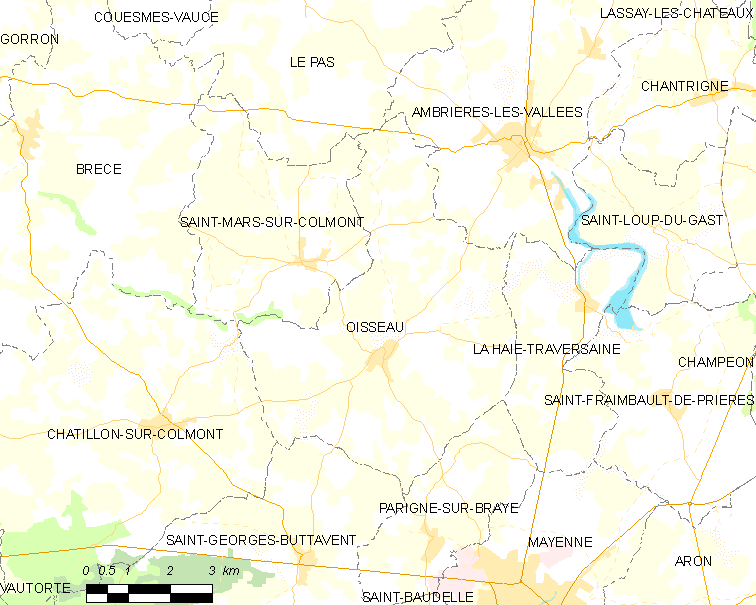
瓦索的OSM定位图

瓦索的时区为UTC+01:00、UTC+02:00（夏令时）。

## 行政
瓦索的邮政编码为53300，INSEE市镇编码为53170。

## 政治
瓦索所属的省级选区为戈龙县。

## 人口

1962-2008年间瓦索人口变化图示

瓦索于2022年1月1日时的人口数量为1124人。